# Hervormde kerk (Hoogersmilde)
De Hervormde kerk is een eenvoudige zaalkerk in neoclassicistische stijl met dakruiter in de Drentse plaats Hoogersmilde. In 1995 werd de kerk aangewezen als rijksmonument. 

## Beschrijving
De kerk werd in 1845 gebouwd als Waterstaatskerk. Het gebouw is vier traveeën breed onder een zadeldak. Het heeft een driezijdige koorafsluiting. De voorzijde heeft een dubbele deur met omlijsting. Boven de deur een opengewerkte spits. Het gebouw ligt op aanzienlijke afstand van de weg, een oprijlaan met linden aan beide zijden leidt naar de kerk.
Van binnen heeft de kerk een tongewelf. Aan de oostzijde een balkon, aan de westzijde de preekstoel. Het orgel is gebouwd door M. Vermeulen in 1913 voor de Gereformeerde kerk van Marum. Het werd in 2012 in Hoogersmilde geplaatst.
De kerk is nog steeds in gebruik bij de plaatselijke PKN-gemeente. 

## Fotogalerij

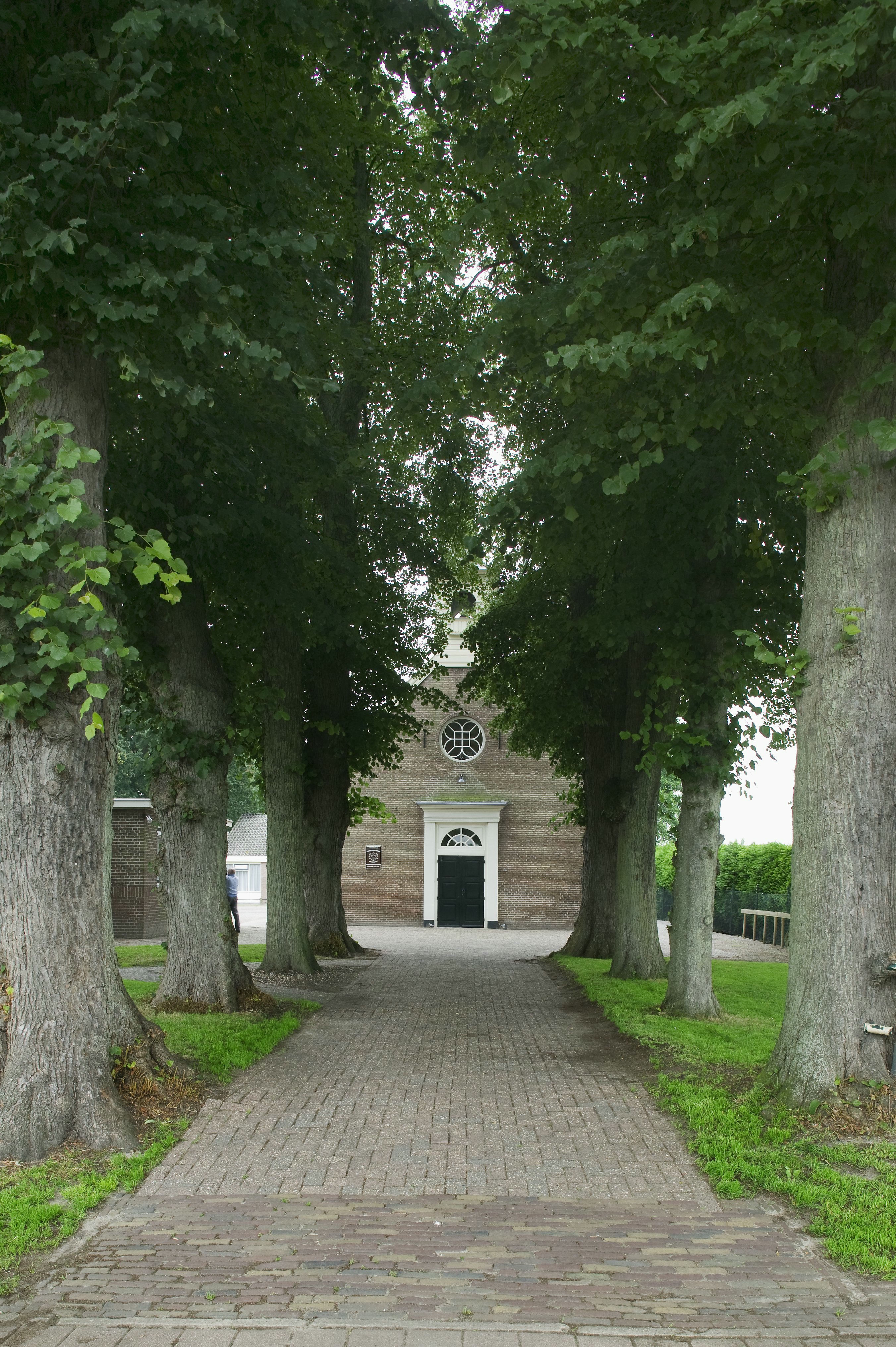
Oprijlaan
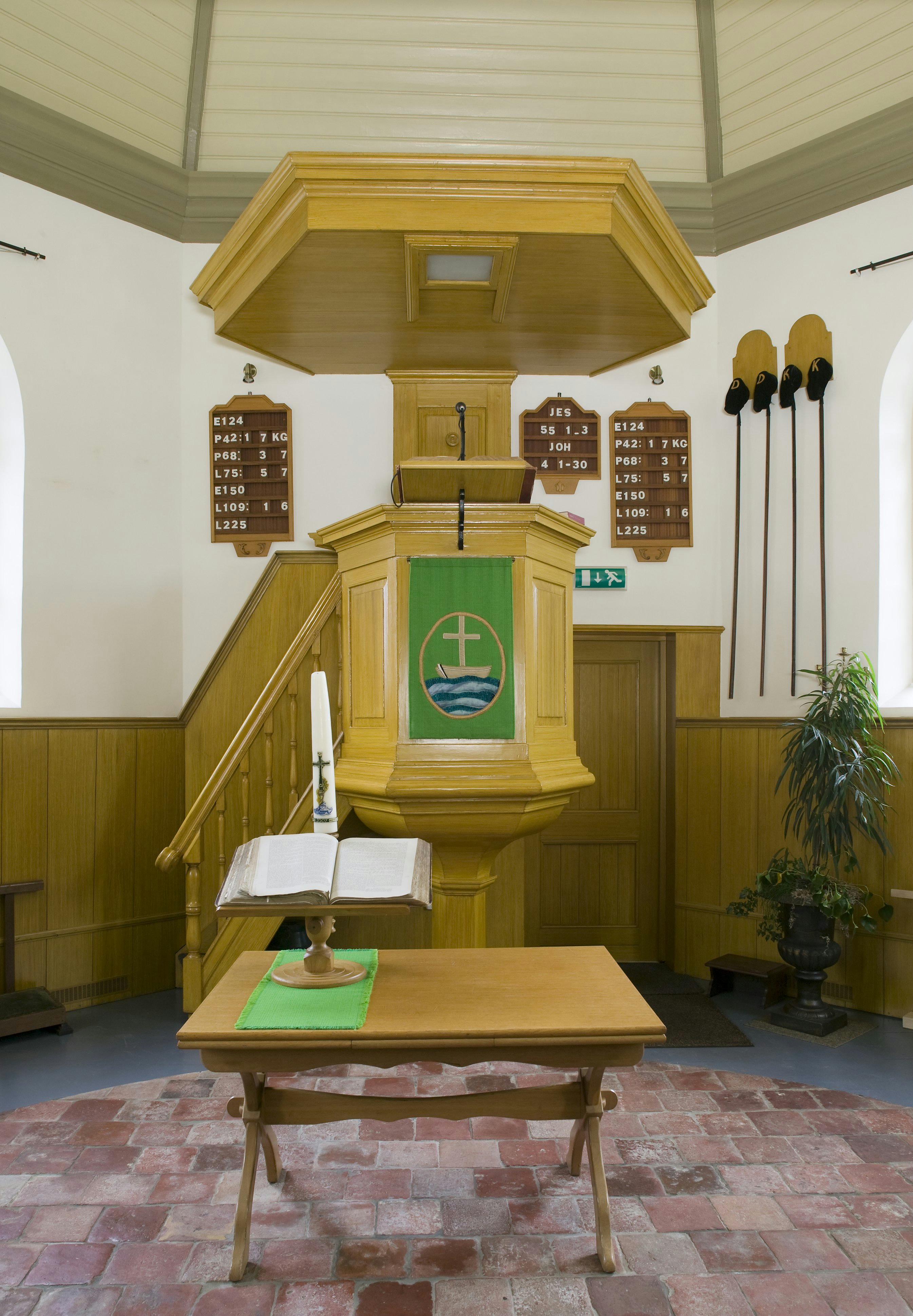
Preekstoel
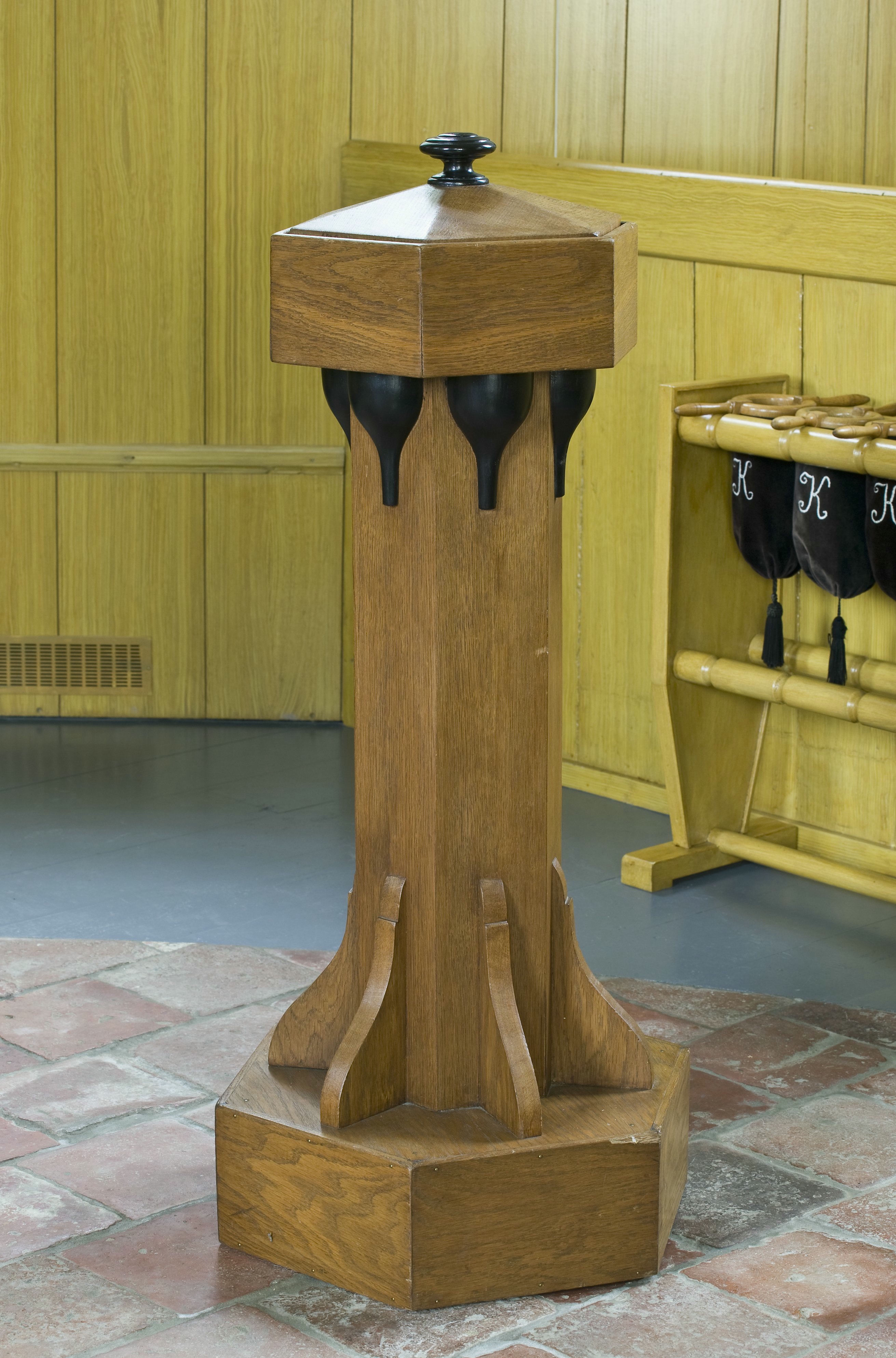
Doopvont
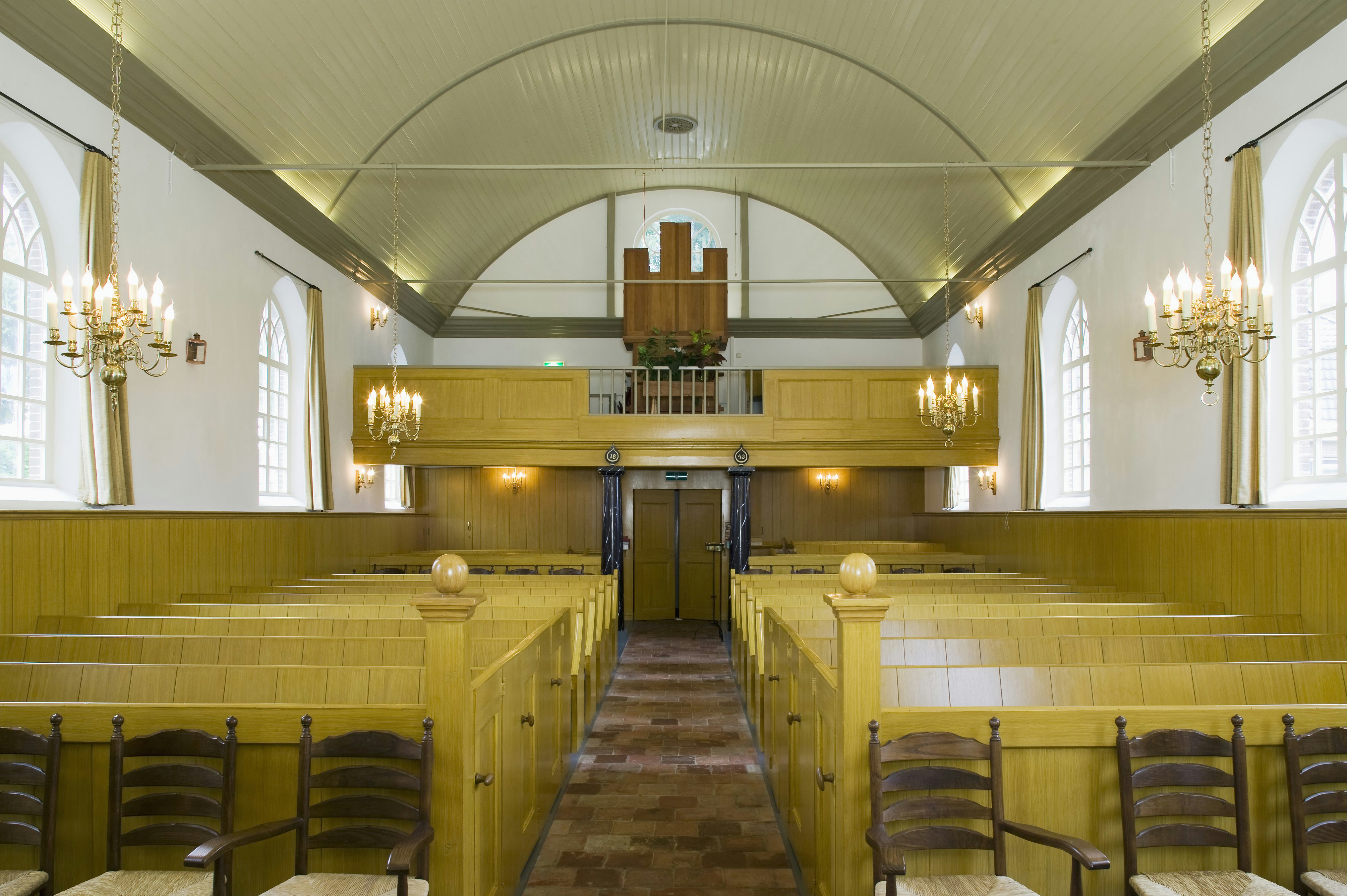
Interieur